# Al-Azizijja (Azaz)
Al-Azizijja (arab. العزيزية) – wieś w Syrii, w muhafazie Aleppo. W 2004 roku liczyła 614 mieszkańców.